# Halen (lago)
Halen é o maior lago da província histórica sueca de Blekinge. Fica situado na proximidade da cidade de Olofström, no município de Olofström. 
Uma parte do lago Halen e das suas margens pertencem à Reserva Natural de Halen.
Tem uma área de 3 km²,  e está situado a 68 m acima do nível do mar. Fica localizado no curso do rio Skräbeån.

As suas águas hospedam peixe, com destaque para a perca, brema, acema e lúcio.